# 연안 인씨
연안 인씨(延安印氏)는 황해남도 연안군을 본관으로 하는 한국의 성씨이다. 시조 인후(印侯)는 본래는 몽골 사람으로 본명은 훌라타이(忽刺歹)이다. 1275년(고려 충렬왕 1)에 충렬왕의 비 제국대장공주(齊國大長公主)를 따라 고려에 와서 귀화하였다.

## 역사
연안 인씨의 시조 인후(印侯, 1250년 ~ 1311년)는 몽골 사람으로 본명은 훌라타이(忽刺歹)이다. 인후는 1275년(고려 충렬왕 1)에 충렬왕의 비 제국대장공주(齊國大長公主)를 따라 고려에 와서 귀화하였다. 인후라는 이름은 당시의 대장군이었던 교동 인씨 인공수(印公秀) 장군과 친하여 그의 성을 빌려 쓴 것이라고 한다. 1280년(충렬왕 6)에 대장군으로서 원나라에 사신으로 다녀왔다. 1277년 조인규(趙仁規)와 함께 원나라에 가서 새매〔鷂子〕를 바쳤으며, 충렬왕이 응방(鷹坊)을 없애려고 할 때 이를 극력 반대한 사실 등으로 미루어 보아 주로 응방을 기반으로 세력을 형성했던 것으로 보인다. 1278년에 조인규와 함께 경상도에 가서, 몽골 군사로서 본국에 귀환하는 자는 부모가 허락한 아내를 제외하고는 대동하지 못하게 하는 일을 맡았고, 같은 해에 조인규와 함께 다시 경상도에 가서 유민(流民)을 찾아내 호적에 올렸다. 이듬해에는 조인규와 함께 원나라에 가서 전함을 수리할 것을 보고한 일이 있다. 후일 고려의 실권자로 등장하는 조인규와의 이러한 인연도 그가 영달한 한 가지 이유가 된 듯하다. 원나라에서 김주(金州 : 지금의 경상남도 김해) 등에 진변만호부(鎭邊萬戶府)를 둘 때 원나라로부터 소용대장군진변만호(昭勇大將軍鎭邊萬戶)에 임명되어 호부(虎符 : 중국에서 구리로 범의 모양을 본떠 만든 徵兵의 표지) 및 직인(職印)을 하사받았다. 1286년 부지밀직(副知密直)에 임명되고, 적(籍)을 승평군(昇平郡)에 두었으며, 그 뒤 판밀직지도첨의찬성사(判密直知都僉議贊成事) 등의 관직을 거쳐 1298년 광정사참지기무(光政事參知機務)에 임명되었다가 곧 중대광 첨의시랑 찬성사 판병조감찰사사(重大匡僉議侍郎贊成事判兵曹監察司事)에 임명되었다. 이 무렵 재상 한희유(韓希愈)에게 사감이 있어 그를 무고해 해도(海島)로 몰아냈으나, 뒤에 무고가 탄로나 파직당하고 원나라에 있다가, 한희유가 죽은 뒤 1309년(충선왕 1) 자의도첨의사사 평양군(咨議都僉議司事平壤君)에 임명되고 다시 만호부가 되었다. 충선왕이 복위한 뒤 첨의밀직(僉議密直)에 임명되었다가 검교정승(檢校政丞)이 더해졌고, 충근보우공신(忠勤輔佑功臣)의 호를 받았다.
아들 인승단(印承旦)이 충목왕 때 좌정승으로 연안부원군에 봉해짐으로써 후손들이 본관을 연안으로 하였다.

## 본관
연안(延安)은 황해남도 연안군 일원의 옛 지명이다. 고구려 때 동음홀(冬音忽) 또는 고염성(鼓鹽城)이라 부르다가 신라시대에 해고군(海皐郡)으로 바꾸었다. 고려에서는 염주(鹽州) · 영응현(永膺縣) · 복주(復州) · 석주(碩州) · 온주(溫州) 등으로 고쳐 불렀고, 1310년(충선왕 2)에 연안(延安)으로 고쳤다. 1413년(태종 13)에 연안도호부가 되었고, 1895년(고종 32) 지방제도 개정으로 연안군이 되었다. 1914년 군면 폐합으로 연안군은 다시 배천군(白川郡)과 합하여 연백군이 되었다. 현재는 조선민주주의인민공화국 황해남도 연안군이다.

## 인구
- 1985년 20가구, 120명
- 2000년 164가구, 588명